# Deer Creek, Quận Taylor, Wisconsin
Deer Creek là một thị trấn thuộc quận Taylor, tiểu bang Wisconsin, Hoa Kỳ. Năm 2010, dân số của thị trấn này là 745 người.